# Île Munro
Pour les articles homonymes, voir Munro (homonymie).
L'île Munro est une île du comté de Gloucester, au nord-est du Nouveau-Brunswick. Elle est nommée d'après son premier propriétaire. L'île est située au milieu de la baie Saint-Simon.